# Првенство Сан Марина у фудбалу
Првенство Сан Марина је највише и једино фудбалско такмичење у Сан Марину. Лига је настала 1985. и њом управља Фудбалски савез Сан Марина.

## Састав лиге у сезони 2015/16.

### Група А (7 тимова)
- Каилунго (Борго Мађоре)
- Космос (Серавале)
- Фаетано (Фаетано)
- Јувенес Догана (Серавале)
- Мурата (Сан Марино)
- Тре Фјори (Фјорентино)
- Виртус (Аквавива)

### Група Б (8 тимова)
- Домањано (Домањано)
- Фјорентино (Фјорентино)
- Фолгоре (Серавале)
- Ла Фјорита (Монтеђардино)
- Либертас (Борго Мађоре)
- Пенароса (Кјезануова)
- Сан Ђовани (Борго Мађоре)
- Тре Пене (Серавале)

## Прваци
| - 1985/86: Фаетано - 1986/87: Ла Фјорита - 1987/88: Тре Фјори - 1988/89: Домањано - 1989/90: Ла Фјорита - 1990/91: Фаетано - 1991/92: Монтевито - 1992/93: Тре Фјори - 1993/94: Тре Фјори - 1994/95: Тре Фјори - 1995/96: Либертас - 1996/97: Фолгоре - 1997/98: Фолгоре - 1998/99: Фаетано - 1999/00: Фолгоре - 2000/01: Космос | - 2001/02: Домањано - 2002/03: Домањано - 2003/04: Пенароса - 2004/05: Домањано - 2005/06: Мурата - 2006/07: Мурата - 2007/08: Мурата - 2008/09: Тре Фјори - 2009/10: Тре Фјори - 2010/11: Тре Фјори - 2011/12: Тре Пене - 2012/13: Тре Пене - 2013/14: Ла Фјорита - 2014/15: Фолгоре - 2015/16: Тре Пене - 2016/17: Ла Фјорита |

## Успешност тимова
| Клуб       | Титула |
| ---------- | ------ |
| Тре Фјори  | 7      |
| Ла Фјорита | 4      |
| Фолгоре    | 4      |
| Домањано   | 4      |
| Мурата     | 3      |
| Фаетано    | 3      |
| Тре Пене   | 3      |
| Пенароса   | 1      |
| Космос     | 1      |
| Либертас   | 1      |
| Монтевито  | 1      |

## УЕФА ранг листа
Стање на дан 28. мај 2015.
- 50  Прва лига Естоније
- 51  Премијер лига Фарских острва
- 52  Првенство Сан Марина
- 53  Прва лига Андоре
- Цела листа Архивирано на веб-сајту  (16. март 2021)